# Guglielmo (scultore)

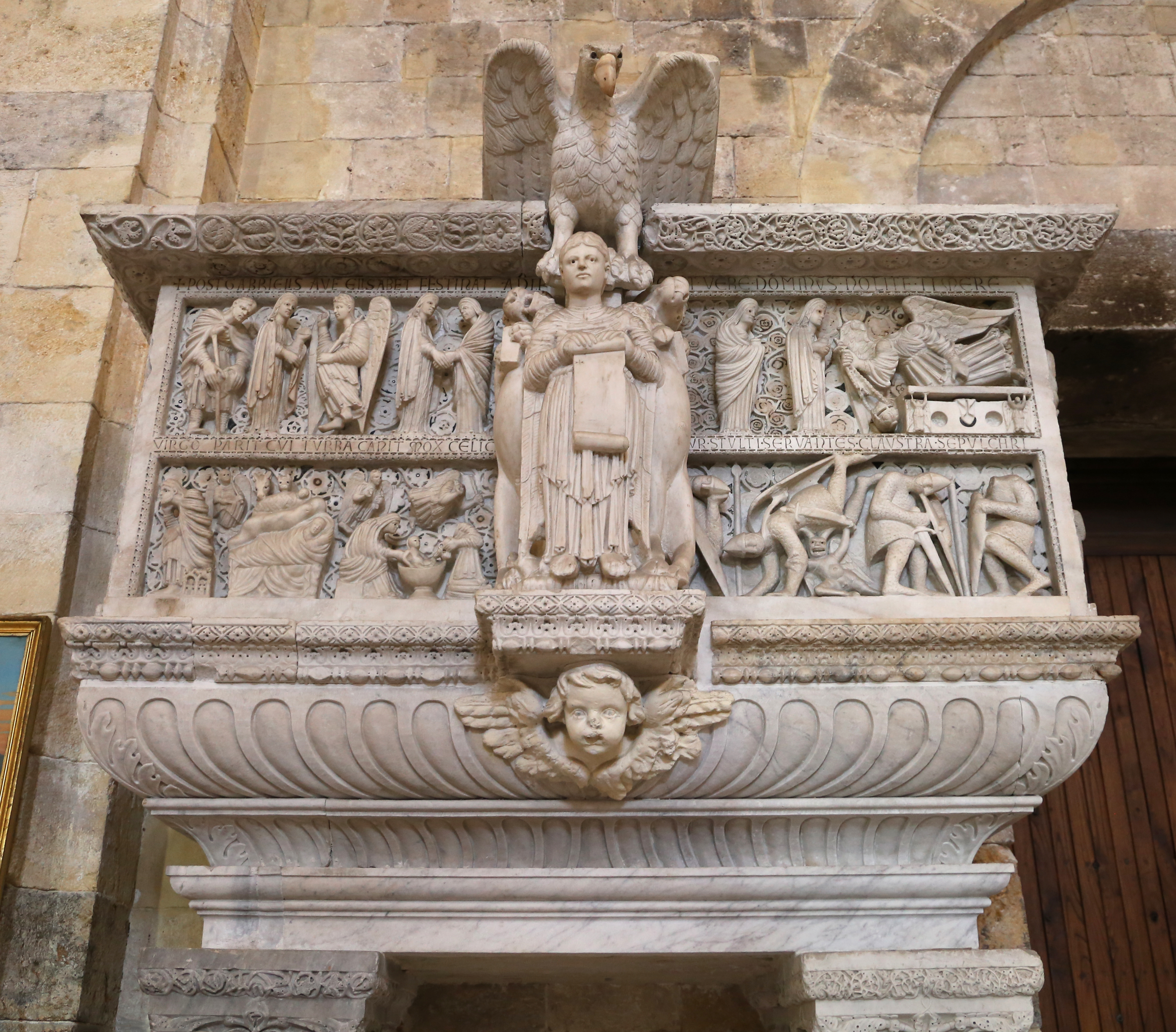
Il pulpito del duomo di Cagliari

Guglielmo (fl. 1162) è stato uno scultore italiano.

## Biografia
Era, insieme a Biduino, uno dei più illustri e famosi scultori che operarono al duomo di Pisa nel XII secolo.
Dai documenti sappiamo che era a capo di un gruppo di scultori specializzati in sculture di tipo più plastico, mentre l'altro gruppo, guidato da Rainaldo, era specializzato in intagli molto fini di gusto arabeggiante.
Di lui si sa piuttosto poco, a parte la circostanza, trasmessa da un'iscrizione perduta, che nel 1162 (dopo quattro anni di lavoro) concluse il pergamo per il duomo di Pisa, oggi nel duomo di Cagliari.